# Фанданго для мавпочки
«Фанданго для мавпочки» (рос. Фанданго для мартышки) — український російськомовний радянський художній фільм режисера Олександр Бурко, зфільмований у 1991 році.

## Анотація
Про мешканців багатоквартирного будинку, які і люблять, і ненавидять одне одного. Одначе вони настільки звикли до цього, що інакше жити не можуть.

## У ролях
У головних ролях: Владімір Носік, Сємьон Фарада, Сєргєй Ніконєнко, Ігорь Богодух, Міхаіл Свєтін, Борислав Брондуков, Віктор Ільічьов, Наталья Хорохоріна, Анна Варпаховская, Свєтлана Тормахова, Марія Віноградова, Марія Голубкіна, Максім Косульніков, Яніслав Лєвінзон, ердельтерєр Астор.
У фільмі знімались: Тріо "Сєкрєт" (Н.Фомєнко, А.Заблудовскій, А.Мурашов), Група "Кейптаун" (А.Кайков, В.В.Кушнір, Б.Романов, С.Золотов, В.Крюков, Е.Пєскін, П.Разжівін)
А також: А.Свєнская, І.Задорожная, Б.Бальчінос, І.Маслов, Анфіса Огли, Н.Данілюк, В.Наумцев, І.Погорєлова, А.Калугін, Н.Мірзоян, В.Павловскій, О.Ботовкін.

## Знімальна група
- Продюсер: Боріс Бальчінос
- Сценарій: Сєргєя Пархомова
- Постановка: Алєксандра Бурко
- Оператор-постановник: Сєргєй Лилов
- Художник-постановник: Васілій Звєрєв
- Звукооператори: Віктор Сєгал, Еммануіл Сєгал.
- Композитор: Ніколай Фоменко, тріо "Сєкрєт", група "Кейптаун"
- Соло на гітарі: Анатолій Шевченко
- Режисер: Ірина Погорєлова
- Оператор: Анатолій Руденко
- Монтажер: Юлія Бовжученко
- Костюми: Т.Пєтровой
- Грим: Л.Анісімовой
- Асистенти:
  - режисера - Л.Сіліна, І.Задорожная, О.Рогозіна.
  - оператора - А.Онух
  - художника - Ю.Звєрєва,В.Фєдорко
  - монтажера - О.Дівак
- Художник-фотограф: В.Батюшков
- Майстер по світлу: І.Ісаєв
- Установник кольору: Л.Лилова
- Адміністративна група: Н.Годунова, Г.Верьовочкіна
- Директор картини: Владімір Клопот